# Снежана Попова
Снежана Борисова Попова е български учен, журналистка и университетска преподавателка, професор в Софийския университет.

## Биография
Родена е на 24 декември 1954 г. в София. Завършва Факултета по журналистика на Софийския университет.
През 1984 г. става доктор по филология с дисертация на тема „Общуване чрез радиото (личностни акспекти)“, а през 2002 г. – доктор на социологическите науки с дисертация на тема „Социално време и медиен разказ: Произвеждане-възпроизвеждане на представи за време (1989-2000 г.)“. През 1994 г. е избрана за доцент, а от 2006 г. е професор в Софийския университет „Св. Климент Охридски“.
Преподава „Радиокомуникация“ и „Медиен анализ“ на бакалаври от специалностите „Журналистика“ във Факултета по журналистика и масова комуникация, „Европеистика“ във Философския факултет и „Медиен разказ“ и „Интерактивен разказ и комбинаторно разказване“ в магистърски програми. В периода 2007 – 2010 г. преподава „Журналистическите разкази“ на френски език в магистърската програма „Медии, комуникация, култура“ (България-Германия-Франция) на катедра „Културология“ във Философския факултет на Софийския университет.
В периодите 1995 – 1999 г. и 2003 – 2007 г. е ръководител на катедра „Радио и телевизия“ на Факултета по журналистика и масова комуникация, както и заместник-декан на факултета в периода 1994 – 1995 г.
През 1996 г. става съосновател е на Граждански форум „Свободно слово“ и е сред авторите на проекта за Закон за радиото и телевизията, известен като Законопроект „Свободно слово“ от 1997 г. Съучредител е на Фондация „Център за независима журналистика“ (1996), осъществява множество професионални изследвания на медийната среда и е свързана с първите опити за изготвяне на Етичен кодекс на българските медии (1997).
В периода 1992 – 1995 г. е колумнист на вестник „Култура“ и постоянен автор през годините до закриването на вестника като вестник „К“ в края на 2019 г. Член е на редакционния съвет на Годишника на Факултета по журналистика и масова комуникация на Софийския университет от 2000 до 2018 г. Член е на редакционната колегия на списание „Медиалог“ от създаването му през 2017 г.
Снежана Попова е сред идейните основатели на университетското радио „Алма Матер“ през 1993 г. и сред инициаторите за създаването на независимо студентско онлайн радио „Реакция“ през 2010 г., базирано във Факултета по журналистика и масова комуникация на Софийския университет.